# Lancer du javelot masculin aux Jeux olympiques d'été de 1956
Navigation
Helsinki 1952 Rome 1960
Le concours de lancer du javelot masculin des Jeux olympiques d'été de 1956 se déroulant à Melbourne a eu lieu le lundi 26 novembre 1956.

## Records
| Record du monde  | 83,66 m | Janusz Sidło | Pologne    | 30 juin 1956 | Milan    |
| Record olympique | 73,78 m | Cyrus Young  | États-Unis | Juillet 1952 | Helsinki |

## Résultats
| Place | Athlète                  | Pays                       | Hauteur      |
| ----- | ------------------------ | -------------------------- | ------------ |
| 1er   | Egil Danielsen           | Norvège                    | 85,71 m (WR) |
| 2e    | Janusz Sidło             | Pologne                    | 79,98 m      |
| 3e    | Viktor Tsybulenko        | Union soviétique           | 79,50 m      |
| 4e    | Herbert Koschel          | Équipe unifiée d'Allemagne | 74,68 m      |
| 5e    | Jan Kopyto               | Pologne                    | 74,28 m      |
| 6e    | Giovanni Lievore         | Italie                     | 72,88 m      |
| 7e    | Michel Macquet           | France                     | 71,84 m      |
| 8e    | Aleksandr Gorshkov       | Union soviétique           | 70,32 m      |
| 9e    | Heinrich Will            | Équipe unifiée d'Allemagne | 69,86 m      |
| 10e   | Philip Conley            | États-Unis                 | 69,74 m      |
| 11e   | Cyrus Young              | États-Unis                 | 68,64 m      |
| 12e   | Vladimir Kuznetzov       | Union soviétique           | 67,14 m      |
| 13e   | Sandor Krasznai          | Hongrie                    | 66,33 m      |
| 14e   | Muhammad Nawaz           | Pakistan                   | 62,55 m      |
| —     | Benjamin Garcia          | États-Unis                 | DNQ          |
| —     | Reinaldo Oliver Martínez | Porto Rico                 | DNQ          |
| —     | Léon Syrovatski          | France                     | DNQ          |
| —     | John Achurch             | Australie                  | DNQ          |
| —     | Jalal Khan               | Pakistan                   | DNQ          |
| —     | Peter Cullen             | Grande-Bretagne            | DNQ          |
| —     | Robert Grant             | Australie                  | DNQ          |